# Тагаево (Татарстан)
Тагаево — деревня в Менделеевском районе Республики Татарстан. Входит в состав Абалачевского сельского поселения.

## География
Находится в северо-восточной части Татарстана на расстоянии приблизительно 16 км на запад по прямой от районного центра города Менделеевск.

## История
Известна с 1680 года как Починок Тагай.
В «Списке населенных мест по сведениям 1859—1873 годов», изданном в 1876 году, населённый пункт упомянут как казённая деревня Тогаево 1-го стана Елабужского уезда Вятской губернии. Располагалась при речке Кружане, по левую сторону Елабужско-Сарапульского почтового тракта, в 12 верстах от уездного города Елабуги и в 15 верстах от становой квартиры в казённом селе Сарали. В деревне, в 35 дворах жили 285 человек (135 мужчин и 150 женщин), была мельница.

## Административная принадлежность
До 1921 г. деревня входила в Граховскую волость Елабужского уезда Вятской губернии. С 1921 г. в составе Елабужского, с 1928 г. – Челнинского кантонов ТАССР. С 10 августа 1930 г. – в Бондюжском, с 20 января 1931 г. – в Елабужском, с 10 февраля 1935 г. – в Бондюжском, с 1 февраля 1963 г. – в Елабужском, с 15 августа 1985 г. в Менделеевском районах.
Ныне входит в состав Абалачевского сельского поселения.

## Население
Число жителей составляло в 1859—285, в 1887—510, в 1905—616, в 1920—633, в 1926—656, в 1938—517, в 1949—382, в 1958—271, в 1970—196, в 1979—150, в 1989—111. Постоянное население составляло 86 человек (татары-кряшены 99 %) в 2002 году, 86 в 2010, 70 (татары-кряшены) в 2017. 